# Gens Mamilia
La gens Mamilia fue una familia de plebeyos de la Antigua Roma durante el periodo de la República. La gens era originalmente una de las familias más señaladas de Tusculum, y de hecho de la totalidad del Latium. Es mencionada por primera vez en el tiempo de los Tarquinios; y fue un miembro de esta familia, Octavius Mamilius, quien se casó con la hija de Lucio Tarquinio el Soberbio, el séptimo y último rey de Roma. La gens obtuvo la ciudadanía romana en el siglo V a. C., y algunos de sus miembros posteriormente tienen que haberse instalado en Roma, donde Lucio Mamilio Vítulo se convirtió en el primero de la familia en alcanzar el consulado en 265 a. C., el año anterior a la primera guerra púnica.

## Origen de lagens
Los Mamilii localizaban su nomen y origen en la mítica Mamilia, hija de Telégono, quien era considerado como el fundador legendario de Tusculum, y el hijo de Ulises y la diosa Circe. Este origen fue referido en una moneda de la gens, en cuyo anverso se representa la cabeza de Mercurio o Hermes, el antepasado de Ulises, y en el reverso, al mismo Ulises, vestido con humilde disfraz, para evitar ser reconocido por los pretendientes de Penélope.
Fue una de las familias más distinguidas de Tusculum, y de hecho en todo el Lacio. Es mencionada por primera vez en la época de los Tarquinios, y era miembro de esta familia, Octavio Mamilio, con quien Tarquinio el Soberbio comprometió la mano de su hija.
En 458 a. C. la ciudadanía romana le fue dada a L. Mamilio a causa de su marcha, dos años antes, en ayuda a la ciudad cuando fue atacada por Herdonius. Pero, aunque los Mamilii habían obtenido la ciudadanía romana, pasó algún tiempo antes de que algunos de sus miembros obtuvieran alguno de los cargos más importantes del estado: el primer miembro que recibió el consulado fue L. Mamilio Vitulus, en el año 265 a. C., el año antes del comienzo de la primera guerra púnica. 
La gens se dividió en tres familias, Limetanus, Turrinus, y Vitulus, de las cuales las dos últimas fueron las más antiguas y las más importantes. Limetanus, sin embargo, es el único apellido que se reproduce en las monedas de la época.

## Praenomina utilizados por la gens
El primero de los Mamilii que aparece en la historia llevaba el praenomen Octavius, que era raro en Roma. Sus descendientes utilizaron los praenomina Lucius, Quintus, Gaius, y Marcus, todos nombres muy comunes durante historia romana.

## Ramas y cognomina de la gens
Los Mamilii estaban divididos en tres familias, con los cognomina Limetanus, Turrinus, y Vitulus, de las cuales, las dos últimas eran las más antiguas e importantes. Limetanus es el único apellido que aparece en las monedas.
Vitulus era un apellido de las familias Mamilia y Voconia. Niebuhr supone que Vitulus no es más que otra forma de Italus, y subraya que encontramos de igual manera en la gens Mamilia el apellido Turrinus; es decir, Tirrenus, en etrusco. "Era costumbre, como lo prueban los más antiguos Fasti romanos, que las grandes casas tomaran apellidos que les distinguieran de la gente con la que estaban relacionadas, por sangre o por lazos de hospitalidad pública."
Los antiguos, sin embargo, conectaban el apellido Vitulus con la palabra latina que significa "becerro", que aparece dibujado en una moneda de los Voconii Vituli. Aunque la conexión de Turrinus y Tirrenus no es imposible, también podría ser derivada de turris, (torre). Una antigua torre, conocida como Turris Mamilia se levantaba en Subura, donde se celebraba una batalla ritual entre los residentes de dos barrios vecinos de Roma.